# Curt Marsh
Curt Marsh (Tacoma, 25 agosto 1959) è un ex giocatore di football americano statunitense che ha militato nel ruolo di offensive tackle nella National Football League (NFL).

## Carriera
Al college Marsh giocò a football a Washington. Fu scelto nel corso del primo giro (23º assoluto) del Draft NFL 1981 dagli Oakland Raiders. Vi giocò fino al 1987, con la squadra nel frattempo trasferita a Los Angeles, venendo inserito dopo la sua prima stagione nella formazione ideale dei rookie dalla Pro Football Writers of America. Si sottopose a oltre venti operazioni chirurgiche per infortuni legati al football, inclusa l'amputazione di un piede, cosa che egli attribuisce alle inadeguate cure mediche.

## Palmarès
- PFWA All-Rookie Team - 1981